# Кенджі Шіраторі
Кенджі Шіраторі (нар. 13 березня 1975) — японський письменник-авангардист, народжений у Чітосе, Хоккайдо.
На офіційному сайті Кенджі, його стиль письма порівнюється з сюрреалістами Вільямом Барроузом та Антонен Арто. Окрім письменництва, він також займається музикою у жанрі нойз та дарк-ембієнт. Співпрацював з багатьма музикантами, серед яких чеський композитор Владімір Гірш.